# Камино, Рене
Рене Лиза Камино (англ. Renae Lisa Camino; по мужу Гарлепп (англ. Garlepp); род. 19 ноября 1986 года, Вуллонгонг, штат Новый Южный Уэльс, Австралия) — австралийская профессиональная баскетболистка, выступавшая в женской национальной баскетбольной лиге. Она была выбрана на драфте ВНБА 2006 года во втором раунде под общим 24-м номером командой «Хьюстон Кометс», а после её ликвидации на драфте распределения ВНБА 2009 года под общим 7-м номером клубом «Сакраменто Монархс», но так не провела в женской национальной баскетбольной ассоциации ни одной игры. Играла в амплуа атакующего защитника. Двукратная чемпионка женской НБЛ (2008 и 2013). В составе национальной сборной Австралии выиграла чемпионат Океании 2007 года в Новой Зеландии.

## Ранние годы
Рене Камино родилась 19 ноября 1986 года в городе Вуллонгонг (штат Новый Южный Уэльс).